# Carmencita
Carmen Doucet Moreno,o Carmen Dauset más conocida como Carmencita (Almería, 1868 - Aliquippa, 1910) fue una bailarina española afincada en Estados Unidos.

## Biografía
Carmen Doucet Moreno nació en 1868 en Almería, Andalucía, España. Era hermana de María del Mar, esposa del mítico cantaor alicantino Antonio Grau Mora, Rojo El Alpargatero. Sus padres la pusieron a estudiar danza con sólo 7 años de edad en la ciudad de Málaga y a los 12 era ya una artista en toda regla, destacando en las veladas de danza del Teatro Cervantes en 1880. Según su biógrafo, además tomó clases de lengua extranjera a un coste de 40 dólares al mes, con la ayuda de familiares y conocidos.
Hacia 1882 dio espectáculos por todo el país e incluso ofreció eventos en Francia y Portugal. Además del sobrenombre de Carmencita, fue conocida como La Perla de Sevilla. Actuó en el Nouveau Cirque de París en 1887 y nuevamente en la Exposición Universal de París de 1889; en esta última ocasión un importante agente artístico americano, Kiralfy, se fijó en ella y le propuso bailar en Nueva York, sin demasiado éxito inicial. Hasta entonces había hecho giras fuera de España en compañía de Trinidad Huertas "La Cuenca", y otras figuras del baile andaluz de la época. Actuó en el Madison de Nueva York a fines de enero de 1891, ante unas 8000 personas, obteniendo un gran éxito con su baile flamenco.Recibió allí tantas ofertas de trabajo que decidió quedarse a vivir en los Estados Unidos, actuando sin parar, a veces vestida de hombre, y ejerciendo de modelo para grandes pintores e incluso como reclamo para anuncios comerciales. Durante los siguientes años, Carmencita actuó en grandes ciudades estadounidenses, estableciendo allí su residencia. Apareció en el Music Hall de Koster y Bial en noviembre y principios de diciembre de 1894 antes de vender sus propiedades en los Estados Unidos y regresar a Europa, aunque continuó realizando giras. Actuó en el Palace Theatre en febrero de 1895 y periódicamente en el Théâtre des Nouveautés de París.
Es conocida en la actualidad por sus retratos realizados por pintores tan notables como John Singer Sargent, William Merritt Chase y James Beckworth, y por su actuación en un cortometraje titulado "Carmencita" filmado en 1894 por la Edison Manufacturing Company.
|                                                       |
| Carmen Doucet Moreno (1890), por John Singer Sargent. |

|                                                         |
| Carmen Doucet Moreno (1890), por William Merritt Chase. |

|                                                             |
| Carmen Doucet Moreno (hacia 1905), por John Singer Sargent. |

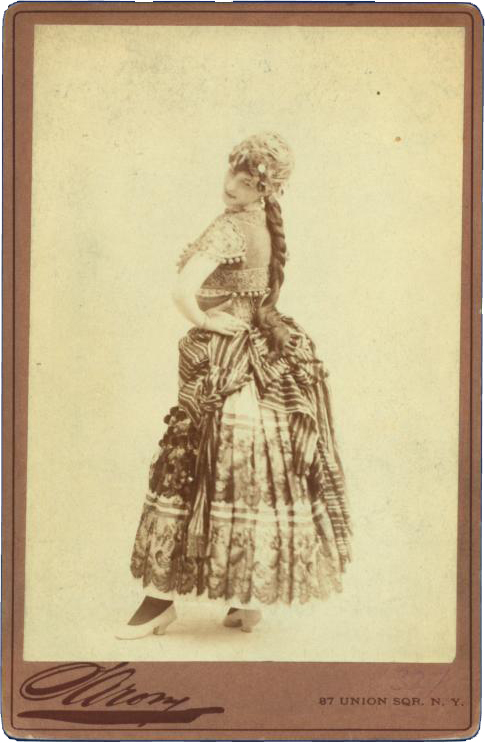
Carmencita, retrato de Sarony.

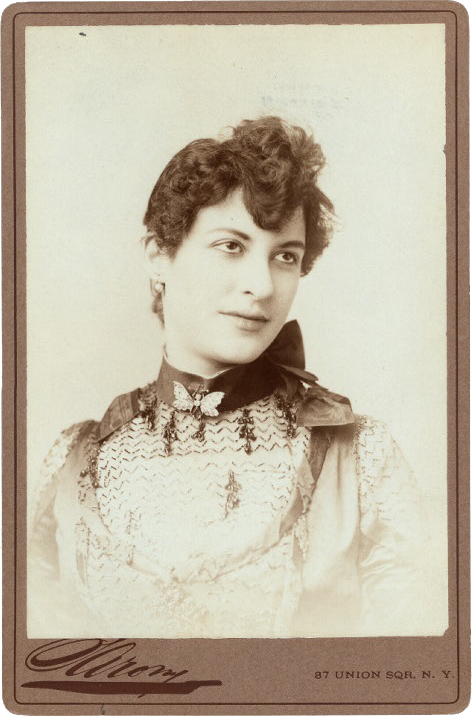
Carmencita, foto de Sarony.

Fue además una de las artistas españolas más fotografiadas de la época, remarcando a tres fotógrafos que retrataron a Carmencita en Estados Unidos a finales del siglo XIX, Napoleon Sarony, Aimé Dupont y Antonio E. Moreno.
Dos fotos de Carmencita se conservan del litógrafo y fotógrafo Napoleón Sarony.
Según el historiador del cine Charles Musser, Carmencita fue la primera mujer en aparecer frente a una cámara de cine de Edison, y probablemente la primera mujer que apareció en una película de cine en los Estados Unidos, en una toma de unos 21 segundos, cortometraje que se conserva en la Biblioteca del Congreso de Estados Unidos.  En la película, que se rodó en los Estudios Black María de Nueva Jersey entre el 10 y el 16 de marzo de 1894, cumple una rutina que había estado llevando a cabo en Koster & Bial's en Nueva York desde febrero de 1890.
En 1901, viajó a bordo del vapor Orissa hacia Río de Janeiro para actuar en el estreno de la obra Moulin Rouge, donde perdió tres medallas de oro, una de ellas con una dedicatoria. Ese mismo año sufrió un intento de asesinato por parte de un amante.
Carmencita falleció en 1910 seguramente en Aliquippa, Pensilvania, Estados Unidos.[cita requerida]

## Filmografía
| Year | Film       | Role       | Other notes               |
| ---- | ---------- | ---------- | ------------------------- |
| 1894 | Carmencita | Ella misma | Única artista intérprete. |